# Elatostema laxicymosum
Elatostema laxicymosum är en nässelväxtart som beskrevs av Wen Tsai Wang. Elatostema laxicymosum ingår i släktet Elatostema och familjen nässelväxter. Inga underarter finns listade i Catalogue of Life.